# Байырку
Байырку (англ. Bayegu, Bayirqu, китайских летописях кит. 拔也古 (ба-е-гу или ба-йе-гу), рунических текстах bajarqu (байирку или байырку), сборнике летописей Рашид-ад-дина barqut (баргут)) — историческое название этнической общности неоднократно упоминаемой в различных средневековых источниках.
Занимали территорию примерно по северу Монголии и югу Забайкалья, от реки Туул и низовья Селенги до Далай-нура и Аргуни. Но позднее, в связи с «киданьским натиском» их ареал, был стеснён и сдвинут, а в дальнейшем расширен с переходом на западную сторону Байкала, и его местоположение стало осмысливаться по обе стороны Байкала, позднее даже преимущественно как Предбайкалье.
Под этим названием упоминается в китайских и арабских источниках начиная с V века. Возможно, в VII—VIII веках под байырку недолгое время понималось не только племя, но и определённая область, подчинённый им «край» в верховьях Ангары.
Язык и культура байырку, их происхождение и роль в дальнейшей истории кочевых и полуоседлых народов в Центральной Азии остаются предметом научных дискуссий и противоречивых гипотез. По одной из них от этнонима происходит название озера Байкал, а от самого народа большая часть бурят.

## Этноним
Мнения учёных о значении и происхождении этнонима «байырку» расходятся. Согласно тюркской этимологии наиболее обобщающим можно назвать перевод «истинно богатые»; сторонники «тюрко-монгольской» этимологии переводят: «грубые», «примитивные», — хотя по этой же этимологии можно перевести и как «коренные», «исконные».

## Расселение, численность, образ жизни
К V-му веку «их земли были обширны и простирались от Хэнтэя на восток до кочевий мохэ, то есть до бассейна реки Сунгари, не переходя на юге за реку Керулюн; что касается их северной границы, то она, по-видимому, достигала горной тайги». «Племя байегу рассеянно кочевало по северную сторону Великой песчаной степи». «Страна их богата травами, производит хороших лошадей, превосходное железо [… байегу] Страстно любили звериную ловлю; землепашеством мало занимались. Гонялись по льду на лыжах за оленями. Обычаи по большой части сходствовали с тйелэскими; в разговоре их с ними была небольшая разница». «Согласно китайским источникам, жили вблизи реки Канганьхэ (вероятно, верхний приток Селенги). Были все безбедны. 60 тысяч кибиток. Могли выставить 10 000 воинов. Занимались скотоводством (в основном выращивали лошадей) и охотой. Мастерили из железа оружие, сбрую и орудия труда, имели развитое прикладное искусство».
Управлялись правителями (Великими Иркинами) и старшинами (эльтеберами). Держались как-то особняком, китайские хронисты часто отделяли их от общей массы кочевых союзников, как и уйгуров. Не терпели податного состояния, — если попадали в него, то были ненадёжны и склонны к восстанию. При этом охотно принимали воинскую повинность, понимая её как союзнические, а не вассальные отношения.
Земля на которой кочевали байырку называлась Йер-Байырку.

## Археологическая культура
Памятники культуры байырку датируются VI—X веками. К ним относятся, в частности, захоронения «дарасунской культуры», отличительной особенностью которых является уложенная в изголовье баранья лопатка с воткнутым в неё ножом и специфичное устройство насыпи из обработанных, «округлых», камней; также к культуре байырку относят некоторые петроглифы в технике резной гравировки и некоторые городища. Распространены памятники, в основном, на территории юго-западного Забайкалья.
Среди типичных предметов культуры встречается вооружение — роговые накладки луков, разнотипные железные и костяные наконечники стрел, железные наконечники копий и пальм, кинжалы и ножи, панцирные пластины; сбруя — железные удила и стремена, бронзовые бляшки и накладки с растительным и антропоморфным орнаментом; из керамики — фрагменты лепных и гончарных сосудов с геометрическим штампованным орнаментом.
На петроглифах резной техникой изображены всадники.

## История
В V веке байырку упоминаются в китайских источниках, как «одно из пятнадцати поколений» в составе племенного объединения Теле. При первом возвышении «тюркского Дома» байырку вошли в состав Тюркского каганата. Собрав всех телесских старейшин под благовидным предлогом, тюркский хан, боясь отложения, всех этих старейшин безжалостно перебил. Отношения байырку с тюркскими каганами стали, мягко говоря, натянутыми. Следующие сто пятьдесят лет (606—745) при каждом удобном случае байырку охотно поддерживали тюркских врагов, — уйгуров, и даже китайцев.
В 620-х годах байырку находились в подчинении каганата Сейяньто (604—630). После его падения вместе с ещё тремя телесскими «поколениями» признали, в 647-м году, власть Танской империи. Император назвал их земли «губерниями», а их правителям даровал китайские чины. Первым губернатором байырку стал эльтебер Кюйлиши. Потерпев его десять лет, байырку восстали, но были усмирены имперским полководцем Чжан Женьтаем (661 г.).
С 679-го года байырку находились в составе уже второго Тюркского каганата. — В 706 году они попытались вернуть независимость в битве при озере Тюрги-Яргун (современные Торейские озёра), но потерпели поражение. В 716-м Великий Иркин вновь поднял восстание и, призвав союзников, двинулся к главной тюркской ставке. Тюркский Капаган-каган с войском встретил их на берегах реки Тола и полностью рассеял. Возвращаясь после победы, жестокий каган забыл об осторожности, — оторвавшись от своих, он наткнулся на отряд байырку, укрывавшийся в роще, в которой он собрался было отдохнуть, и погиб. Его голову отослали подарком императору.
В период существования Уйгурского каганата (745—840) байырку входили в состав каганата.
В середине IX века Уйгурский каганат был разгромлен енисейскими кыргызами.